# Bronchitis
Als Bronchitis (altgriechisch βρώνχη brónchē „Kehle“; Plural Bronchitiden) wird die Entzündung der Bronchien bezeichnet.
Aufgrund klinisch bedeutsamer Unterschiede erfolgt eine Einteilung in:
- akute Bronchitis
- chronische Bronchitis
- chronisch obstruktive Bronchitis (COPD)

Als Tracheobronchitis bezeichnet man eine Entzündung der Luftröhre (Trachea) und der Bronchien. 